# Secamone schatzii
Secamone schatzii är en oleanderväxtart som beskrevs av J. Klackenberg. Secamone schatzii ingår i släktet Secamone och familjen oleanderväxter. Inga underarter finns listade i Catalogue of Life.